# Ernst Jantzen
Hans Georg Ernst Jantzen (* 11. März 1895 in Eisenach; † 19. November 1973 in Hamburg) war ein deutscher Chemiker und Hochschullehrer, der sich insbesondere mit Fragen der angewandten Chemie befasste und als Begründer der Technischen Chemie an der Universität Hamburg gilt.

## Leben

### Studium, Promotion und Habilitation
Jantzen leistete nach dem Abitur im Ersten Weltkrieg zwischen 1914 und 1918 Kriegsdienst im Deutschen Heer. Nach Kriegsende nahm er ein Studium der Chemie an der neugegründeten Universität Hamburg auf. 1921 werde er dort als akademischer Schüler von Paul Rabe mit einer Dissertation zum Thema Über die Bereitung des Lepidins und über die Synthese des 3-Acetyl-4-methyl-pyridins und des β-Collidins zum Dr. rer. nat. promoviert.
Im Anschluss wurde er Wissenschaftlicher Hilfsarbeiter an dem von Paul Rabe, Heinrich Remy und Hans Heinrich Schlubach geprägten Chemischen Staatsinstitut Hamburg, an dem er 1928 als Privatdozent Leiter einer Abteilung für Technische Chemie im Institut für Anorganische Chemie wurde und somit zum Gründer der Technischen Chemie an der Universität Hamburg galt. In der Folgezeit entwickelte er eine als Gegenstromverteilung (fraktionierte Verteilung) bekannt gewordene Trennungsmethode.
1932 legte an der Universität Hamburg seine Habilitation mit einer Habilitationsschrift zum Thema Das fraktionierte Destillieren und das fraktionierte Verteilen als Methoden zur Trennung von Stoffgemischen ab. 
1933 entwickelte er eine Vorrichtung zum Scheiden von Schaum, die nicht nur beim Reichspatentamt, sondern auch beim britischen Patentamt und dem US Patent Office zum Patent angemeldet wurde. 1934 wurde er nicht beamteter außerordentlicher Professor an der Universität Hamburg. Daneben wurde er 1938 auch Wissenschaftlicher Angestellter am Chemischen Staatsinstitut Hamburg.

### Zweiter Weltkrieg, Nachkriegszeit und Emeritierung

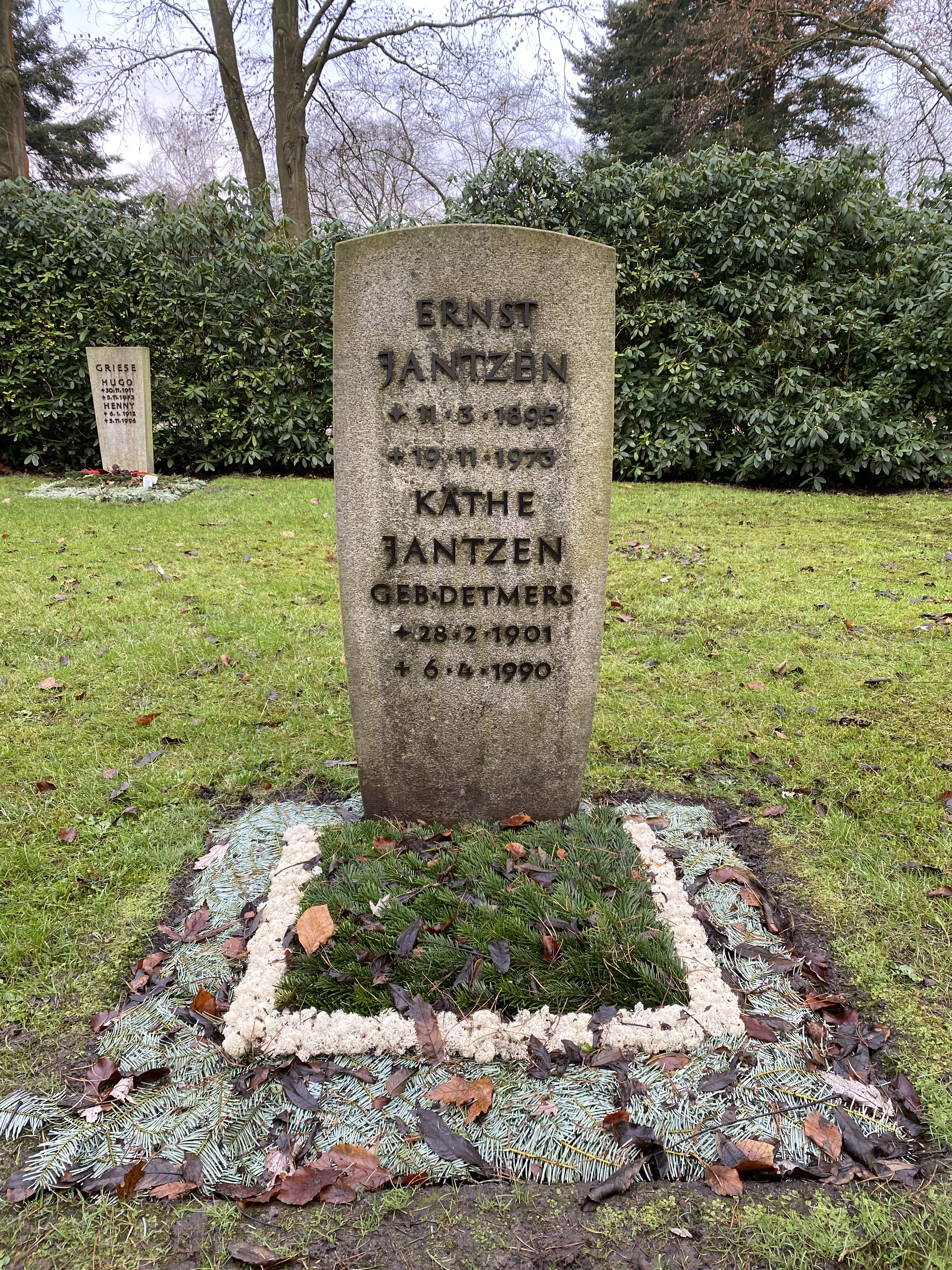
Grabstätte Ernst Jantzen auf dem Friedhof Ohlsdorf

Während des Zweiten Weltkrieges wurde Jantzen zwischen 1940 und 1945 wieder zum Militärdienst in der deutschen Wehrmacht berufen und wurde zuletzt 1942 zum Oberstleutnant befördert. 1940 wurde der Ruf auf eine Professur an der Technischen Hochschule Darmstadt abgelehnt.
Nach Kriegsende kehrte Jantzen wieder auf seine außerplanmäßige Professur an der Universität zurück und lehrte dort bis zu seiner Emeritierung 1963. Zugleich war er zwischen 1945 und 1963 auch wieder als Wissenschaftlicher Angestellter am Chemischen Staatsinstitut Hamburg tätig. Neben seiner Lehrtätigkeit befasste er sich dabei insbesondere mit Fettsäuren und verfasste zahlreiche Aufsätze in Fachzeitschriften.
Nach seiner Emeritierung und dem Umzug des Chemischen Staatsinstitutes an den Martin-Luther-King-Platz wurde aus seiner Dozentur für Technische Chemie eine selbstständige Abteilung für Angewandte Chemie, die organisatorisch dem Institut für Anorganische Chemie angeschlossen war. Im Jahre 1965 wurde Hansjörg Sinn als ordentlicher Lehrstuhlinhaber berufen.
Ernst Jantzen verstarb 78-jährig in Hamburg und wurde auf dem Friedhof Ohlsdorf beigesetzt. Die Grabstätte liegt im Planquadrat Q 39 westlich des Freilichtmuseums im Heckengarten.

## Veröffentlichungen
- Über die Bereitung des Lepidins und über die Synthese des 3-Acetyl-4-methyl-pyridins und des β-Collidins, Dissertation, Universität Hamburg, 1921
- Das fraktionierte Destillieren und das fraktionierte Verteilen als Methoden zur Trennung von Stoffgemischen, Habilitation, Universität Hamburg, 1932